# 久保雄嗣

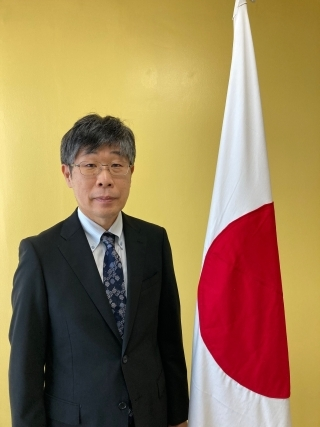
外務省より公表された公式肖像画像

久保 雄嗣（くぼ ゆうじ、1963年〈昭和38年〉11月15日 - ）は、日本の外交官。奈良県出身。2021年（令和3年）9月から駐ハイチ特命全権大使。

## 人物・経歴
奈良県出身。1984年（昭和59年）上智大学法学部法律学科を中退後、外務省に入省。1999年（平成11年）在フランス日本国大使館二等書記官、2000年（平成12年）在フランス日本国大使館一等書記官、2002年（平成14年）在チュニジア日本国大使館参事官、2005年（平成17年）在フランス日本国大使館一等書記官、同年7月（独）国際交流基金パリ日本文化会館事務局長、2009年（平成21年）外務事務官大臣官房課長補佐、2010年（平成22年）中東アフリカ局中東第一課上席専門官、2012年（平成24年）在セネガル日本国大使館参事官、2015年（平成27年）在モントリオール日本国総領事館領事、2020年（令和2年）外務省大臣官房総務課記録官兼大臣官房総務課公文書監理室、2021年（令和3年）外務省大臣官房、特命全権大使ハイチ駐箚。2024年（令和６年）依願免職。

## 同期
- 有吉勝秀（23年コスタリカ大使・20年エルサルバドル大使）
- 礒正人（22年クロアチア大使・18年デュッセルドルフ総領事）
- 伊藤康一（24年ギリシャ大使・20年ニュージーランド大使）
- 伊藤直樹（24年ベトナム大使・19年バングラデシュ大使・17年シカゴ総領事）
- 今村朗（23年セルビア大使・20年ジョージア大使・23年セルビア大使）
- 岩井文男（20年サウジアラビア大使・15年イラク大使）
- 大森茂（17年セネガル大使・15年法務省名古屋入国管理局長）
- 岡田隆（20年アフガニスタン大使）
- 岡庭健（24年アラブ首長国連邦大使・21年ケニア大使）
- 菊田豊（21年ネパール大使・18年ナイジェリア大使）
- 下川眞樹太（22年フランス、アンドラ大使・19年ベルギー大使・17年大臣官房長・16年国際文化交流審議官）
- 杉山明（24年ノルウェー大使・21年特命全権大使（国際テロ対策・組織犯罪対策協力担当）・18年スリランカ大使・17年儀典長・15年内閣審議官・13年山形県警察本部長）
- 鈴木哲（19年インド大使・17年総合外交政策局長・16年国際情報統括官）
- 竹若敬三（21年北極担当大使・19年ラオス大使）
- 千葉明（22年バチカン大使、19年ASEAN大使・16年ロサンゼルス総領事）
- 梨田和也（19年タイ大使・17年国際協力局長）
- 藤山美典（22年スイス兼リヒテンシュタイン大使）
- 藤原直（21年エディンバラ総領事）
- 正木靖（23年インドネシア大使・20年EU大使・17年欧州局長）
- 森下敬一郎（21年エクアドル大使・17年コロンビア大使）
- 山上信吾（20年オーストラリア大使・18年経済局長・17年国際情報統括官）
- 山田洋一郎（22年モルドバ大使・20年立命館アジア太平洋大学アジア太平洋学部教授（出向）・17年シアトル総領事）
- 山野内勘二（22年カナダ大使・18年ニューヨーク総領事・16年経済局長）